# 합천군 을
합천군 을은 대한민국의 옛 국회의원 선거구이다. 당시 경상남도 합천군의 일부 지역을 관할했다.

## 역사
제헌 국회의원 선거를 앞두고 합천군의 일부 지역을 관할하는 선거구로 신설되었다. 신설 당시 합천군 덕곡면, 청덕면, 적중면, 대양면, 쌍백면, 삼가면, 가회면, 대병면, 용주면을 관할했다.
제6대 국회의원 선거를 앞두고 산청군 선거구, 합천군 갑 선거구와 통합되어 산청군·합천군 선거구를 이루게 됨에 따라 폐지되었다.

## 역대 국회의원
| 선거   | 정당 | 정당               | 의원   |
| ------ | ---- | ------------------ | ------ |
| 1948년 |      | 대한독립촉성국민회 | 김효석 |
| 1949년 |      | 무소속             | 최창섭 |
| 1950년 |      | 민주국민당         | 김명수 |
| 1954년 |      | 자유당             | 최창섭 |
| 1958년 |      | 자유당             | 최창섭 |
| 1960년 |      | 민주당             | 정길영 |

## 역대 선거 결과

### 대한민국 제헌 국회의원 선거
|  | 29.48% |

|  | 25.02% |

|  | 23.49% |

|  | 21.99% |

### 1949년 대한민국 재보궐선거
김효석 의원의 의원직 사임으로 인해 치러진 1949년 대한민국 재보궐선거에서 무소속 최창섭 후보가 당선되었다.

### 대한민국 제2대 국회의원 선거
|  | 30.65% |

|  | 18.33% |

|  | 17.42% |

|  | 15.57% |

|  | 9.36% |

|  | 7.30% |

|  | 1.33% |

|  | 0% |

### 대한민국 제3대 국회의원 선거
|  | 31.63% |

|  | 23.28% |

|  | 16.39% |

|  | 14.83% |

|  | 10.19% |

|  | 3.66% |

### 대한민국 제4대 국회의원 선거
|  | 82.73% |

|  | 10.92% |

|  | 6.34% |

### 대한민국 제5대 국회의원 선거
|  | 12.71% |

|  | 11.69% |

|  | 10.90% |

|  | 10.28% |

|  | 8.90% |

|  | 8.67% |

|  | 7.99% |

|  | 7.02% |

|  | 5.34% |

|  | 5.27% |

|  | 5.14% |

|  | 3.09% |

|  | 1.50% |

|  | 1.42% |